# Brand-Erbisdorf
Brand-Erbisdorf – miasto w Niemczech, w kraju związkowym Saksonia, w okręgu administracyjnym Chemnitz, w powiecie Mittelsachsen (do 31 lipca 2008 w powiecie Freiberg).

## Geografia
Brand-Erbisdorf leży ok. 5 km na południe od Freibergu.

## Dzielnice miasta
- Gränitz
- Himmelsfürst
- Langenau
- Linda
- Oberreichenbach
- St.Michaelis

## Współpraca
- Dillingen an der Donau, Bawaria
- Jirkov, Czechy
- Langenau, Badenia-Wirtembergia (kontakty utrzymuje dzielnica Langenau)